# مسجد الحاج محمد سعيدا تشرخاب
مسجد الحاج محمد سعيدا تشرخاب هو مسجد تاريخي يعود إلى عصر القاجاريون، ويقع في أردكان.